# Miguel Rodriguez Rodriguez
Miguel Rodriguez Rodriguez CSsR (* 18. April 1931; † 13. August 2001) war Bischof von Arecibo.

## Leben
Miguel Rodriguez Rodriguez trat der Ordensgemeinschaft der Redemptoristen bei, legte am 2. August 1953 die Profess ab und empfing am 22. Juni 1958 die Priesterweihe.
Papst Paul VI. ernannte ihn am 21. Januar 1974 zum Bischof von Arecibo. Der Erzbischof von San Juan de Puerto Rico, Luis Kardinal Aponte Martínez, weihte ihn am 23. März desselben Jahres zum Bischof; Mitkonsekratoren waren Alfredo José Isaac Cecilio Francesco Méndez-Gonzalez CSC, Altbischof von Arecibo, und Edward John Harper CSsR, Prälat der Jungferninseln.
Von seinem Amt trat er am 20. März 1990 zurück.